# Cambuur Stadion
Cambuur Stadion – wielofunkcyjny stadion w mieście Leeuwarden w Holandii. Najczęściej używany jest jako stadion piłkarski, a swoje mecze rozgrywa na nim drużyna SC Cambuur. Po przebudowach w latach 1995 oraz 1999, stadion może pomieścić 10 000 widzów, a został wybudowany w 1936 roku.